# Brecha (Film)
Brecha (spanisch etwa für „Lücke“, „Kluft“) ist ein spanischer Film aus dem Jahr 2009 von Iván Noel. Es handelt sich für Regisseur, Drehbuchautor, Komponist und Produzent Noel um seinen zweiten Film. Die No-Budget-Produktion behandelt ein Familiendrama um einen Jungen und seinen aus dem Gefängnis zurückgekehrten Vater.

## Handlung
Andrés wird – nach vier Jahren Haft – aus dem Gefängnis entlassen und von seiner Mutter abgeholt. Sie hat sich in den letzten Jahren um Andrés Sohn, den inzwischen zwölf Jahre alten José Ramón, gekümmert und nun für die beiden eine Wohnung organisiert. Das erste Wiedersehen zwischen Vater und Sohn verläuft fast emotionslos, einzig José Ramóns Kater mit Namen Satan sorgt für ersten Gesprächsstoff. Beide fühlen sich einsam, Annäherungsversuche scheitern; immer wieder stehen Andeutungen über den Tod von Marisa, José Ramóns Mutter, im Raum.
Während Andrés eine Arbeit bei der Eisenbahn aufnimmt, hat José Ramón in der Schule lediglich mit dem älteren Dani Kontakt, für den er Zeitschriften stiehlt und mit dem er am Nachmittag Zeit verbringt. Offenbar nutzt der ältere Junge ihn auch sexuell aus. Als Dani jedoch José Ramón bei der Schuldirektorin als Dieb anschwärzt, fällt dies auch auf Andrés zurück, über dessen kriminelle Vergangenheit noch das ganze Dorf spricht. Es folgt weiterer Streit zwischen Vater und Sohn, woraufhin Andrés dem Jungen auf Anraten der Großmutter zur Besänftigung neue Schuhe schenkt. José Ramón freut sich, doch die Stimmung bleibt nicht lange gut. Als Satan von einem Auto überfahren wird, verdächtigt der Junge seinen Vater, den Kater getötet zu haben. Zudem beginnt eine Frau aus dem Dorf, deren Sohn Andrés einst überfahren hat, wofür er ins Gefängnis gekommen ist, wieder öffentlich über ihn herzufallen.
Resigniert eröffnet Andrés seiner Mutter, wegziehen zu wollen, und bittet sie, José Ramón wieder zu sich zu nehmen. Sie weigert sich jedoch und es kommt zum Streit, bei dem sie ihre Geringschätzung Marisas deutlich macht und ihm die alleinige Verantwortung für seinen Sohn zuweist. Andrés jedoch jagt den Jungen bald darauf wütend fort. Nach einigem Herumstreifen trifft José Ramón wie schon mehrmals zuvor auf ein „seltsames Mädchen“, das ihm allerdings indirekt zu verstehen gibt, er müsse endlich reden. Als er daraufhin zu seinem Vater zurückkehrt, jagt dieser ihn erneut fort; dabei rennt José Ramón beinahe vor ein Auto, was Andrés den Autounfall wieder in Erinnerung ruft, bei dem er im Versuch, Marisa ins Krankenhaus zu bringen, da sie kurz vor dem Ersticken war, ein Kind überfahren hatte. Andrés bricht zusammen und José Ramón kommt zurück und hilft ihm in die Wohnung.
Nun versuchen beide, einander die Wahrheit über den Tod Marisas zu erzählen: Sie erstickte an einem Spielzeugteil, den José Ramón als „Glücksbringer“ in seinem selbst gebackenen Kuchen versteckt hatte. Andrés hatte es bislang nicht gewagt, den Jungen darauf anzusprechen, ohne zu ahnen, dass dieser bereits vor Jahren zufällig die Wahrheit erfahren hatte und seitdem mit der Bewältigung dieser Schuld kämpfte. Unter Tränen finden Vater und Sohn endlich wieder zusammen.

## Entstehung und Veröffentlichung
Wo warst du?, der erste Film von Iván Noel, hatte nur wenig Aufmerksamkeit erhalten, und der Regisseur war ohne Geld und ohne feste Arbeit, als er sich an die Arbeit zu seinem zweiten Film machte. Brecha wurde in Lebrija gedreht. Erneut arbeitete Noel mit Francisco Alfonsín zusammen, der bereits in Wo warst du? die erwachsene Hauptrolle innehatte und sich diesmal auch am Drehbuch beteiligte. Sämtliche Beteiligte arbeiteten unentgeltlich und bis auf Alfonsín hatte kein Schauspieler Erfahrung. Die technische Ausrüstung lieh sich Noel von einem lokalen Fernsehstudio, wofür er als Gegenleistung eine wöchentliche Sendung moderierte. Die MiniDV-Kassetten für die Kameras stahl er täglich vor Drehbeginn aus dem Supermarkt. Neben der Filmmusik von Noel selbst findet im Film auch die Invention 10 in G-Dur (BWV 781) von Johann Sebastian Bach Verwendung.
Noel veröffentlichte auch diesen Film mit englischen Untertiteln gratis auf YouTube und bot eine erweiterte Fassung mit zusätzlichen französischen Untertiteln und Bonusmaterial auf DVD an. Brecha wurde außerdem auf den Filmfestivals von Sevilla und Mar del Plata gezeigt. In Deutschland brachte cmv-Laservision den Film unter dem Originaltitel (teilweise mit dem englischen Zusatz Gap) 2012 auf DVD mit deutschen Untertiteln heraus.

## Belege
1. ↑   Freigabebescheinigung für Brecha. Freiwillige Selbstkontrolle der Filmwirtschaft, Oktober 2012 (PDF; Prüfnummer: 135 296 V).
2. ↑  Pressemappe zu Brecha. (PDF) Noel Films, S. 2, abgerufen am 6. Oktober 2015 (englisch).
3. ↑  Brecha. Noel Films, abgerufen am 6. Oktober 2015 (englisch).